# Наум Главинчев
Наум Николов Главинчев е виден български общественик и юрист от Македония.

## Биография
Роден е през 1890 година в Охрид, тогава в Османската империя в семейството на Никола Главинчев (1853 - 1942) и Фросина Христова Ягличева. Негов брат е Лев Главинчев. Завършва класното училище „Св. Климент Охридски“, а след това Битолската българска класическа гимназия.
Наум завършва право в юридическото училище Хукук мектеби в Солун преди Балканските войни. След войните е екстрадиран в България от новите сръбски власти.
Става съдия в Пашмакли. В Пашмаклийско Наум Главинчев е сред основните инициатори за развиване на българско самосъзнание сред помаците. На 12 януари 1931 година по инициатива на Главинчев се създава културно-просветна комисия за приобщаването на българите мохамедани към българската държава и тяхното народностно осъзнаване с просветни средства. Комисията е основана към читалище „Христо Ботев“ в Пашмакли и е с председател Наум Главинчев. В края на следващата 1932 година комисията е закрита от правителството на Демократическия сговор във връзка с предстоящите избори и желанието да се спечелят гласовете на помаците и той е принуден да напусне града. Преместен е от властите в Кърджали, после – в Габрово, а след това е пенсиониран.
Участва в дейността на ВМРО, като е сътрудник на ЦК на Протогеровисткото крило след 1928 година. Сътрудник е на протогеровисткия вестник „Революционен лист“. След Деветосептемврийския преврат от 1944 година е деен член на Охридско-стружката земляческа секция към Македонското дружество „Гоце Делчев“. Награден е с орден „Петолъчна звезда“. Умира в началото на 1977 година.